# Fireball (singolo Deep Purple)
Fireball è un singolo pubblicato dai Deep Purple nel 1971.

## Il disco
Il singolo pubblicato nel Regno Unito dalla Harvest presentava sul lato B il brano Demon's Eye, mentre nel singolo distribuito negli Stati Uniti dalla Warner Bros. a Fireball era stato abbinato Anyone's Daughter.

## Tracce
Lato A
1. Fireball – 3:20 (Ritchie Blackmore, Ian Gillan, Roger Glover, Jon Lord, Ian Paice)

Lato B
1. Demon's Eye – 5:17 (Ritchie Blackmore, Ian Gillan, Roger Glover, Jon Lord, Ian Paice)

## I brani
Fireball
Caratteristico è l'effetto sonoro che si avverte all'inizio della canzone, ottenuto con il ventilatore di Ian Paice.

## Formazione
- Ian Gillan - voce
- Ritchie Blackmore - chitarra
- Roger Glover - basso
- Ian Paice - batteria
- Jon Lord - tastiere